# المسيد (سيدي بلعباس)
المسيد إحدى بلديات ولاية سيدي بلعباس جزائرية التابعة إداريا لدائرة سفيزف، شمال غرب الجزائر. ويحدها شمالا سفيزف وجنوبا واد سفيون وهونت وشرقا عين افرص ومن الغرب مصطفى بن براهيم. تبعد 10 كم إلى الجنوب من سفيزف.
بلدية المسيد بلدية حديثة النشأة، حيث تأسست في التقسيم الإداري لسنة 1984 وهي قديمة الأصل حديثة التأسيس. هي بلدية ذات طابع فلاحي ورعوي لا تحوي على أي منشئات صناعية أو سياحية. تقدر مساحتها ب 13200 هكتار.
كانت المسيد عبارة عن مزارع متناثرة، وفي العهد الاستعماري سنة 1957 بنيت المسيد كمجمع سكني. السكان الأصليون للمسيد هم من المهاجة.
تمتاز بلدية المسيد بوجود مقبرة مهاجة اقدم مقبرة في الغرب الجزائري وتدعى المسيد أيضا بأربعين ششية نسبة إلى عدد العلماء الذين نزلوا بها ولقد دفن الشاعر مصطفى بن براهيم بمقبرة مهاجة، وتقام وعدة مهاجة كل سنة منذ ان نزل بها مهاجة وتكون عادة في شهر ماي يقول):
خذ الواد وسير بالدرجة* في البطام تصيب جمع قباب
هذوك الصلاح مهاجة* زور الروضة وانتشد لقطاب
قولهم مرسول بالحاجة* من فاس انا جيت جبت الكتاب
من عند الي راه يتلاجا *صفى إلى منفى بلا طلاب
كان يدير عراسكم فرجا *ما نفوتوش عليه يالحباب
نحضر للوعدة ونزور 
أهل البرهان* ونشرف مهاجة ونلقى الأحباب.
تحوي بلدية المسيد على نصبين تذكاريين احدهما امام البلدية والاخر بدوار الزوانب وأهم المعارك خلال حرب التحرير معركة جبل زجين.